# Piz Forbesch
Piz Forbesch är en bergstopp i Schweiz.   Den ligger i regionen Albula och kantonen Graubünden, i den östra delen av landet, 170 km öster om huvudstaden Bern. Toppen på Piz Forbesch är 3 262 meter över havet, eller 605 meter över den omgivande terrängen. Bredden vid basen är 7,3 km.
Terrängen runt Piz Forbesch är huvudsakligen bergig, men åt nordväst är den kuperad. Runt Piz Forbesch är det mycket glesbefolkat, med 2 invånare per kvadratkilometer.. Närmaste större samhälle är Silvaplana, 19,3 km öster om Piz Forbesch. 
Trakten runt Piz Forbesch består i huvudsak av gräsmarker.